# Saison 2017-2018 du Montpellier Hérault Rugby
Cette page présente la saison 2017-2018 du Montpellier Hérault Rugby en Top 14 et en Coupe d'Europe.

## Entraîneurs
- Vern Cotter
- Nathan Hines
- Alex King

## Effectif
| Nom                     | Poste                    | Naissance         | Nationalité sportive | Sélections (points marqués) | Dernier club         | Arrivée au club (année) |   |
| ----------------------- | ------------------------ | ----------------- | -------------------- | --------------------------- | -------------------- | ----------------------- | - |
| Charles Géli            | Talonneur                | 26 mars 1987      | France               | -                           | USA Perpignan        | 2012                    |   |
| Bismarck du Plessis     | Talonneur                | 22 mai 1984       | Afrique du Sud       | 75 (55)                     | Sharks               | 2015                    |   |
| Romain Ruffenach        | Talonneur                | 4 septembre 1994  | France               | -                           | Biarritz Olympique   | 2016                    |   |
| Vincent Giudicelli      | Talonneur                | 25 juin 1997      | France               | -                           | Lyon OU              | 2017                    |   |
| Jannie du Plessis       | Pilier                   | 16 novembre 1982  | Afrique du Sud       | 70 (5)                      | Sharks               | 2015                    |   |
| Grégory Fichten         | Pilier                   | 13 août 1990      | France               | -                           | RC Narbonne          | 2016                    |   |
| Johannes Jonker         | Pilier                   | 22 août 1994      | Afrique du Sud       | -                           | Lions                | 2017                    |   |
| Davit Kubriashvili      | Pilier                   | 3 décembre 1986   | Géorgie              | 45 (5)                      | Stade Français Paris | 2015                    |   |
| Antoine Guillamon       | Pilier                   | 4 juin 1991       | France               | -                           | US Oyonnax           | 2016                    |   |
| Mikheil Nariashvili     | Pilier                   | 25 mai 1990       | Géorgie              | 45 (5)                      | RC Aia               | 2010                    |   |
| Mohamed Haouas          | Pilier                   | 9 mars 1994       | France               | -                           | Formé au club        | 2017                    |   |
| Yvan Watremez           | Pilier                   | 21 avril 1989     | France               | 1 (0)                       | Biarritz Olympique   | 2012                    |   |
| Ushangi Tcheishvili     | Pilier                   | 29 août 1997      | Géorgie              | -                           | RC Aia               | 2018                    | - |
| Julien Delannoy         | 2e ligne                 | 15 juin 1995      | France               | -                           | Formé au club        | 2015                    |   |
| Jacques du Plessis      | 2e ligne                 | 12 août 1993      | Afrique du Sud       | -                           | Bulls                | 2015                    |   |
| Nico Janse van Rensburg | 2e ligne                 | 6 mai 1994        | Afrique du Sud       | -                           | Bulls                | 2016                    |   |
| Jarrad Hoeata           | 2e ligne                 | 12 décembre 1983  | Nouvelle-Zélande     | 3 (0)                       | North Harbour        | 2018                    |   |
| Konstantin Mikautadze   | 2e ligne                 | 1er juillet 1991  | Géorgie              | 52 (10)                     | RC Toulon            | 2016                    |   |
| Paul Willemse           | 2e ligne                 | 13 novembre 1992  | Afrique du Sud       | -                           | FC Grenoble          | 2015                    |   |
| Julien Bardy            | 3e ligne aile            | 3 avril 1986      | Portugal             | 24 (25)                     | ASM Clermont         | 2017                    |   |
| Yacouba Camara          | 3e ligne aile            | 2 juin 1994       | France               | 6 (0)                       | Stade toulousain     | 2017                    |   |
| Martin Devergie         | 3e ligne aile            | 26 juin 1995      | France               | -                           | US Colomiers         | 2017                    |   |
| Wiaan Liebenberg        | 3e ligne aile            | 31 août 1992      | Afrique du Sud       | -                           | Bulls                | 2015                    |   |
| Valentin Sese           | 3e ligne aile            | 7 février 1997    | France               | -                           | Stade Français Paris | 2017                    |   |
| Fulgence Ouedraogo      | 3e ligne aile            | 21 juillet 1986   | France               | 39 (10)                     | Formé au club        | 2004                    |   |
| Kélian Galletier        | 3e ligne                 | 18 mars 1992      | France               | 1 (0)                       | Formé au club        | 2011                    |   |
| Louis Picamoles         | 3e ligne centre          | 5 février 1986    | France               |                             | Northampton Saints   | 2017                    |   |
| Kévin Kornath           | 3e ligne centre          | 27 décembre 1996  | France               | -                           | FC Grenoble          | 2017                    |   |
| Benoît Paillaugue       | Demi de mêlée            | 17 novembre 1987  | France               | -                           | FC Auch              | 2009                    |   |
| Ruan Pienaar            | Demi de mêlée            | 10 mars 1984      | Afrique du Sud       |                             | Ulster               | 2017                    |   |
| Enzo Sanga              | Demi de mêlée            | 19 mai 1995       | France               | -                           | ASM Clermont         | 2017                    |   |
| Gela Aprasidze          | Demi de mêlée            | 14 janvier 1998   | Géorgie              |                             | Lelo Saracens        | 2017                    |   |
| Aaron Cruden            | Demi d'ouverture         | 8 janvier 1989    | Nouvelle-Zélande     | 48 (322)                    | Chiefs               | 2017                    |   |
| Thomas Darmon           | Demi d'ouverture         | 12 mai 1998       | France               | -                           | Formé au club        | 2017                    |   |
| François Steyn          | Centre, Demi d'ouverture | 14 mai 1987       | Afrique du Sud       | 56 (132)                    | Toshiba Brave Lupus  | 2016                    |   |
| Yvan Reilhac            | Centre                   | 9 juin 1995       | France               | -                           | Formé au club        | 2015                    |   |
| Alexandre Dumoulin      | Centre                   | 24 septembre 1989 | France               | 8 (0)                       | Racing 92            | 2016                    |   |
| Jan Serfontein          | Centre                   | 15 avril 1993     | Afrique du Sud       |                             | Bulls                | 2017                    |   |
| Vincent Martin          | Centre, ailier           | 4 septembre 1992  | France               | -                           | US Oyonnax           | 2016                    |   |
| Nemani Nadolo           | Ailier                   | 31 janvier 1988   | Fidji                | 26 (217)                    | Crusaders            | 2016                    |   |
| Gabriel N'Gandebe       | Ailier                   | 30 mars 1997      | France               | -                           | RC Massy Essonne     | 2017                    |   |
| Timoci Nagusa           | Ailier, centre           | 14 juillet 1987   | Fidji                | 25 (65)                     | Ulster               | 2010                    |   |
| Joe Tomane              | Ailier, centre           | 11 février 1990   | Australie            | 17 (25)                     | Brumbies             | 2016                    |   |
| Benjamin Fall           | Arrière, ailier          | 3 mars 1989       | France               | 6 (15)                      | Racing Métro 92      | 2014                    |   |
| Henry Immelman          | Arrière, centre          | 26 mai 1995       | Afrique du Sud       | -                           | Free State Cheetahs  | 2016                    |   |
| Joffrey Michel          | Arrière, ailier          | 4 mars 1987       | France               | -                           | USA Perpignan        | 2016                    |   |
| Jesse Mogg              | Arrière, ailier          | 8 juin 1989       | Australie            | 3 (0)                       | Brumbies             | 2015                    |   |

## Calendrier

### Matchs amicaux
- Montpellier HR -  Lyon OU :  12 - 40
- Montpellier HR - Dragons :  40 - 15

### Top 14
| - Montpellier HR - SU Agen : 48 - 19 - Montpellier HR - US Oyonnax : 37 - 6 - Castres Olympique - Montpellier HR : 17 - 22 - Montpellier HR - Rugby club toulonnais : 43 - 20 - Union Bordeaux-Bègles - Montpellier HR : 47 - 17 - Montpellier HR - CA Brive : 54 - 10 - Stade français Paris - Montpellier HR : 31 - 20 - Section paloise - Montpellier HR : 16 - 22 - Montpellier HR - ASM Clermont : 28 - 24 - Montpellier HR - Stade toulousain : 32 - 22 - Racing 92 - Montpellier HR : 26 - 0 - Stade rochelais - Montpellier HR : 26 - 14 - Montpellier HR - Lyon OU : 38 - 17 | - SU Agen - Montpellier HR : 31 - 29 - US Oyonnax - Montpellier HR : 30 - 43 - Montpellier HR - Castres Olympique : 45 - 3 - Rugby club toulonnais - Montpellier HR : 32 - 17 - Montpellier HR - Union Bordeaux-Bègles : 11 - 10 - CA Brive - Montpellier HR : 29 - 10 - Montpellier HR - Stade français Paris : 28 - 16 - Montpellier HR - Section paloise : 45 - 13 - ASM Clermont - Montpellier HR : 29 - 30 - Stade toulousain - Montpellier HR : 22 - 14 - Montpellier HR -Racing 92 : 41 - 3 - Montpellier HR - Stade rochelais : 40 - 24 - Lyon OU - Montpellier HR : 32 - 24 |

| Rang | Club                  | J  | V  | N | D  | Bo | Bd | Pm  | Pe  | Diff | Pts |
| ---- | --------------------- | -- | -- | - | -- | -- | -- | --- | --- | ---- | --- |
| 1    | Montpellier HR        | 26 | 17 | 0 | 9  | 12 | 1  | 752 | 559 | +193 | 81  |
| 2    | Racing 92             | 26 | 18 | 0 | 8  | 5  | 3  | 622 | 478 | +144 | 80  |
| 3    | Stade toulousain      | 26 | 16 | 1 | 9  | 4  | 4  | 719 | 595 | +124 | 74  |
| 4    | RC Toulon             | 26 | 14 | 0 | 12 | 9  | 8  | 766 | 507 | +259 | 73  |
| 5    | Lyon OU               | 26 | 15 | 0 | 11 | 7  | 3  | 689 | 541 | +148 | 70  |
| 6    | Castres olympique     | 26 | 15 | 0 | 11 | 4  | 5  | 638 | 624 | +14  | 69  |
| 7    | Stade rochelais       | 26 | 14 | 1 | 11 | 6  | 3  | 686 | 531 | +155 | 67  |
| 8    | Section paloise       | 26 | 15 | 0 | 11 | 2  | 4  | 590 | 584 | +6   | 66  |
| 9    | ASM Clermont (T)      | 26 | 11 | 1 | 14 | 4  | 4  | 629 | 687 | -58  | 54  |
| 10   | Union Bordeaux Bègles | 26 | 10 | 1 | 15 | 2  | 4  | 557 | 623 | -66  | 48  |
| 11   | SU Agen (P)           | 26 | 10 | 0 | 16 | 2  | 4  | 537 | 757 | -220 | 46  |
| 12   | Stade français Paris  | 26 | 9  | 0 | 17 | 2  | 4  | 540 | 740 | -200 | 42  |
| 13   | Oyonnax Rugby (P)     | 26 | 7  | 3 | 16 | 1  | 4  | 566 | 824 | -258 | 39  |
| 14   | CA Brive              | 26 | 7  | 1 | 18 | 1  | 5  | 485 | 726 | -241 | 36  |

### Phases finales

#### Demi-finales
| Vendredi 25 mai 2018 20 h 45 | Montpellier HR | 40 - 14 (29 - 3) | Lyon OU                                                                                                  | Groupama Stadium, Décines-Charpieu 58 664 spectateurs Arbitre : Pascal Gaüzère |
| Vendredi 25 mai 2018 20 h 45 | Essai(s) : 4 Nadolo (24e), Dumoulin (38e), Picamoles (48e), Willemse (72e) Transformation(s) : 4 Pienaar (24e, 38e, 48e, 72e) Pénalité(s) : 4 Pienaar (4e, 18e, 43e), Steyn (13e) Carton(s) jaune(s) : 1 Bardy (75e) |                  | Essai(s) : 1 Harris (78e) Transformation(s) : 3 Harris (10e, 23e, 29e) Carton(s) jaune(s) : 1 Gill (38e) | Groupama Stadium, Décines-Charpieu 58 664 spectateurs Arbitre : Pascal Gaüzère |
| Vendredi 25 mai 2018 20 h 45 | |                  | | Groupama Stadium, Décines-Charpieu 58 664 spectateurs Arbitre : Pascal Gaüzère |

#### Finale
| Samedi 2 juin 2018 20 h 45 | Montpellier HR                                                                  | 13 - 29 (6 - 19) | Castres olympique | Stade de France, Saint-Denis 78 442 spectateurs Arbitre : Jérôme Garcès |
| Samedi 2 juin 2018 20 h 45 | Essai(s) : 1 Essai de pénalité (55e) Pénalité(s) : 2 Steyn (12e), Pienaar (34e) |                  | Essai(s) : 2 Dumora (39e), Mafi (76e) Transformation(s) : 2 Urdapilleta (40e, 77e) Pénalité(s) : 5 Urdapilleta (8e, 15e, 19e, 30e, 62e) | Stade de France, Saint-Denis 78 442 spectateurs Arbitre : Jérôme Garcès |
| Samedi 2 juin 2018 20 h 45 |                                                                                 |                  | | Stade de France, Saint-Denis 78 442 spectateurs Arbitre : Jérôme Garcès |

### Coupe d'Europe
Dans la Coupe d'Europe le Montpellier HR, fait partie de la poule 3 et sera opposé aux Écossais des Glasgow Warriors, aux Anglais des Exeter Chiefs et aux Irlandais du Leinster.
| - Leinster - Montpellier HR : 24 - 17 - Montpellier HR - Exeter Chiefs : 24 - 27 - Glasgow Warriors - Montpellier HR : 22 - 29 | - Montpellier HR - Leinster : 14 - 23 - Exeter Chiefs - Montpellier HR : 41 - 10 - Montpellier HR - Glasgow Warriors : 36 - 26 |

Avec 2 victoires et 4 défaite, le Montpellier HR termine 3e de la poule 3 et n'est qualifié pour les quarts de finale.
| Rang | Équipe           | J | V | N | D | Em | Ee | Bo | Bd | Pm  | Pe  | Diff | Pts |
| ---- | ---------------- | - | - | - | - | -- | -- | -- | -- | --- | --- | ---- | --- |
| 1    | Leinster         | 6 | 6 | 0 | 0 | 22 | 12 | 3  | 0  | 176 | 93  | +83  | 27  |
| 2    | Exeter Chiefs    | 6 | 3 | 0 | 3 | 18 | 14 | 1  | 2  | 138 | 117 | +21  | 15  |
| 3    | Montpellier HR   | 6 | 2 | 0 | 4 | 18 | 23 | 3  | 2  | 130 | 163 | -33  | 13  |
| 4    | Glasgow Warriors | 6 | 1 | 0 | 5 | 18 | 27 | 2  | 1  | 128 | 199 | -71  | 7   |

## Statistiques

### Championnat de France
Meilleurs réalisateurs
| Rang | Joueur            | Poste            | Points | Essais | Transf. | Pén. | Drops |
| ---- | ----------------- | ---------------- | ------ | ------ | ------- | ---- | ----- |
| 1    | Ruan Pienaar      | Demi de mêlée    | 193    | 1      | 52      | 28   | 0     |
| 2    | Nemani Nadolo     | Ailier           | 95     | 0      | 0       | 0    | 0     |
| 3    | Louis Picamoles   | 3e ligne centre  | 60     | 0      | 0       | 0    | 0     |
| 4    | Benoît Paillaugue | Demi de mêlée    | 53     | 0      | 16      | 7    | 0     |
| 5    | François Steyn    | Demi d'ouverture | 43     | 5      | 3       | 3    | 1     |

Meilleurs marqueurs
| Rang | Joueur              | Poste            | Essais |
| ---- | ------------------- | ---------------- | ------ |
| 1    | Nemani Nadolo       | Ailier           | 19     |
| 2    | Louis Picamoles     | 3e ligne centre  | 12     |
| 3    | Bismarck du Plessis | Talonneur        | 8      |
| 4    | Timoci Nagusa       | Ailier           | 6      |
| 5    | François Steyn      | Demi d'ouverture | 5      |